# Gasparo Angiolini
Pour les articles homonymes, voir Angiolini et Gasparini.
Gasparo Angiolini (né Domenico Maria Angiolo Gasparini le 9 février 1731 à Florence et mort le 6 février 1803 à Milan) est un danseur et chorégraphe italien du XVIIIe siècle, qui se produisit et travailla à travers l'Europe, notamment en Autriche et en Russie.

## Biographie
Gasparo Angiolini commence à danser à Lucques en 1747 et parcourt l'Italie durant cinq ans, puis il se produit à Vienne dans les ballets de Franz Hilverding dont il fera son modèle et auquel il succède aux théâtre impériaux de 1758 à 1766. Il compose des ballets pour les opéras de Jean-Jacques Rousseau, Johann Adolf Hasse, Giuseppe Scarlatti, Tommaso Traetta. Mais c'est surtout comme collaborateur de Christoph Willibald Gluck que l'histoire a retenu son nom : il chorégraphie notamment Don Juan ou le Festin de pierre (1761), Citera assediata, Orphée et Eurydice (1762) et Semiramis (1765).
De 1766 à 1772, il succède à nouveau à Hilverding, mais à Saint-Pétersbourg, où il donne quelques nouvelles créations. De retour à Vienne en 1774, succédant à Noverre (ce qui donna lieu à la querelle des Pantomimes), il présente L'Orphelin de la Chine, puis regagne Saint-Pétersbourg en 1776, où il compose les ballets de plusieurs opéras de Giovanni Paisiello.
De 1779 à 1782, il retravaille en Italie, principalement à la Scala. Revenant à Saint-Pétersbourg de 1782 à 1786, il enseigne à l'école de danse des théâtres impériaux, puis il met un terme à sa carrière en Italie en 1791. Son engagement républicain lui vaudra d'être emprisonné de 1799 à 1801 puis de devoir quitter Milan, où il revient et meurt en 1803.
Il est l'auteur de plusieurs ballets et d'ouvrages théoriques sur la danse, comme le Festin de pierre et la Dissertation sur les ballets-pantomimes des Anciens (1765 qui avait été attribué à Ranieri Calzabigi) et Lettere de Gasparo Angiolini a Monsieur Noverre sopra i balli pantomimi (1773). Principale figure de la lignée austro-italienne du ballet pantomime, il contribue durablement à l'autonomie du ballet par rapport à l'opéra et à la réforme morale de la danse italienne, Ainsi, il privilégie le respect de la règle des trois unités chère à Aristote étroitement liée à la musique. Enfin, contrairement à Noverre qui fait usage du programme de ballet détaillés pour expliquer les ballets, Angiolini se concentre sur la clarté et à la lisibilité du texte dansé (ou choréotexte), capable de transmettre un message sans l'intervention de la parole (logotexte).

## Principaux écrits
- Dissertation sur les ballets pantomimes des Anciens, 1765[6]
- Lettere di Gasparo Angiolini a Monsieur Noverre sopra i balli pantomimi, 1773 (édition italienne de Carmela Lombardi, édition française d'Arianna Béatrice Fabbricatore)

Traduction française des Lettres, conservées à la Bibliothèque nationale de France et éditées par Arianna Fabbricatore, Angiolini, Noverre et la « Querelle des Pantomimes », enjeux esthétiques, dramaturgiques et sociaux de la querelle sur le ballet-pantomime à Milan au XVIIIe siècle (Thèse doctorale) Paris, Université Paris-Sorbonne, 2015.
- Riflessioni sopra l’uso dei Programmi nei Balletti pantomimi (Londres, 1775, mais en réalité Milan)

## Principaux ballets
- 1757 : Diana ed Endimione (Turin)
- 1759 : La Foire de Lyon (Vienne)
- 1761 : Don Juan ou le Festin de pierre, musique de Gluck (Vienne)
- 1762 : Citera assediata, musique de Gluck (Vienne)
- 1762 : ballets de l'Orfeo ed Euridice de Gluck (Vienne)
- 1764 : ballets de La Rencontre imprévue ou les Pèlerins de La Mecque, musique de Gluck (Vienne)
- 1765 : Sémiramis, musique de Gluck (Vienne)
- 1766 : Le Départ d'Énée (Saint-Pétersbourg)
- 1767 : La Constance récompensée (Moscou)
- 1769 : Armide et Renaud (Saint-Pétersbourg)
- 1770 : Telemaco (Saint-Pétersbourg)
- 1772 : Il disertore francese (Venise)
- 1773 : Arianna nell'isola di Nasso (Milan)
- 1774 : L'Orphelin de la Chine (Vienne)
- 1775 : Montezuma (Vienne)
- 1776 : Thésée et Ariane (Saint-Pétersbourg)
- 1780 : Alessandro trionfante nelle Indie (Vérone)
- 1780 : Demonfoonte (Milan)
- 1781 : Attila (Milan)
- 1782 : Il trionfo d'amore (Milan)
- 1789 : Amore e Psiche (Milan)
- 1790 : Sargine (Turin)
- 1797 : Il repubblicano (Milan)